# Maxim Gorkiy
Die Maxim Gorkiy (bis 1991 russisch Максим Горький) war ein sowjetisches Kreuzfahrtschiff der staatlichen Schwarzmeer Reederei (bis 1992), dann der russischen Reederei Sowkomflot (bis 2008) und in langjähriger Charter durch den deutschen Reiseveranstalter Phoenix Reisen in Bonn. Sie wurde 1968 im Auftrag der Deutschen Atlantik-Linie von der Howaldtswerke-Deutsche Werft in Hamburg-Finkenwerder erbaut und konnte 1969 ihre Jungfernfahrt unter dem Namen Hamburg antreten.
Ursprünglich war geplant, sie als Nachfolgerin der abgewrackten Hanseatic im Liniendienst auf der Nordatlantikroute einzusetzen. Da aber die Nachfrage auf dieser Route in den 1960er Jahren immer weiter zurückging, wurde sie tatsächlich von Anfang an nur für Kreuzfahrten verwendet, bis 1973 unter deutscher Flagge.

## Umbenennungen und Verkauf

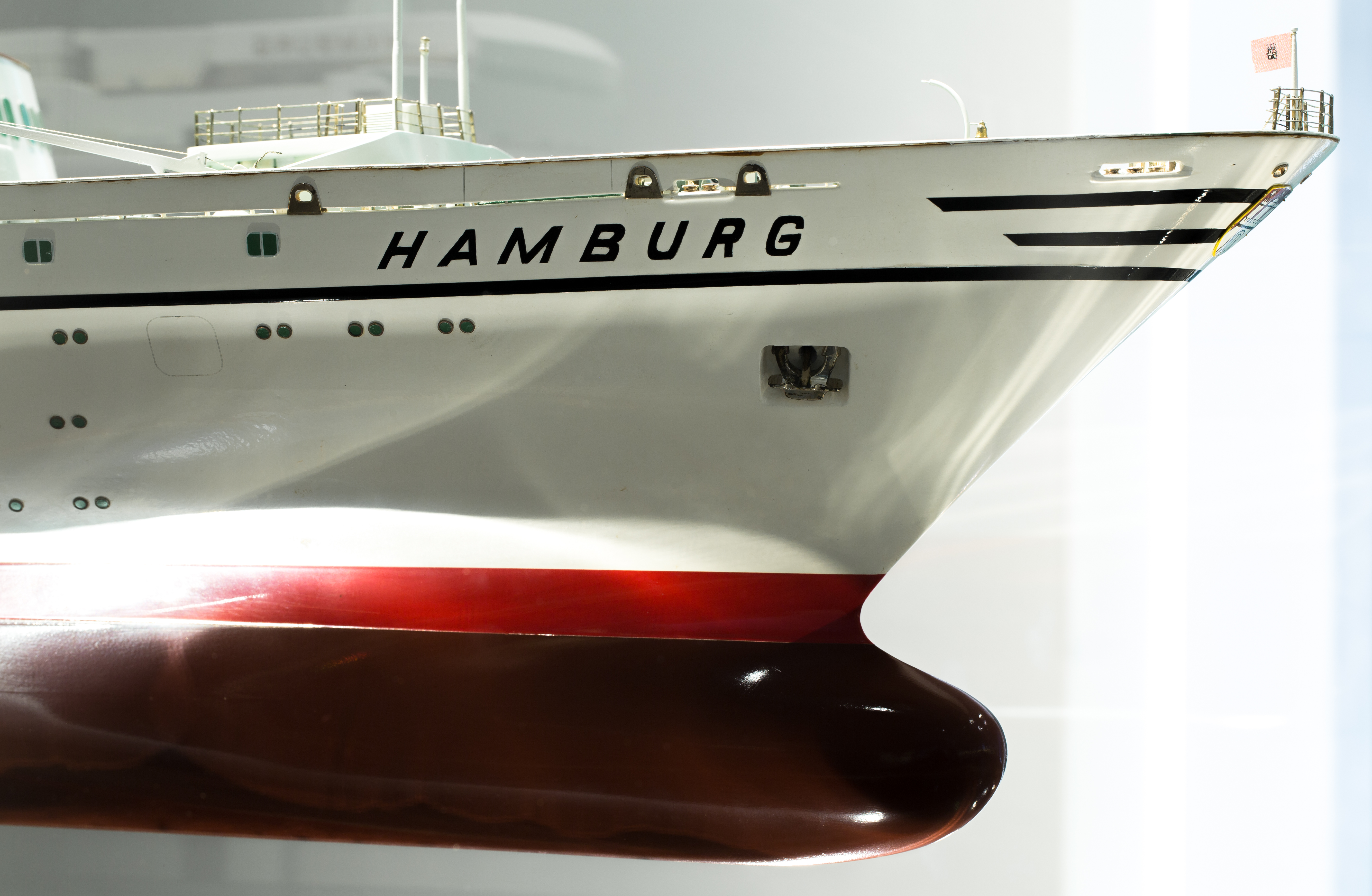
Schiffsmodell der Hamburg im Aussehen von 1969.

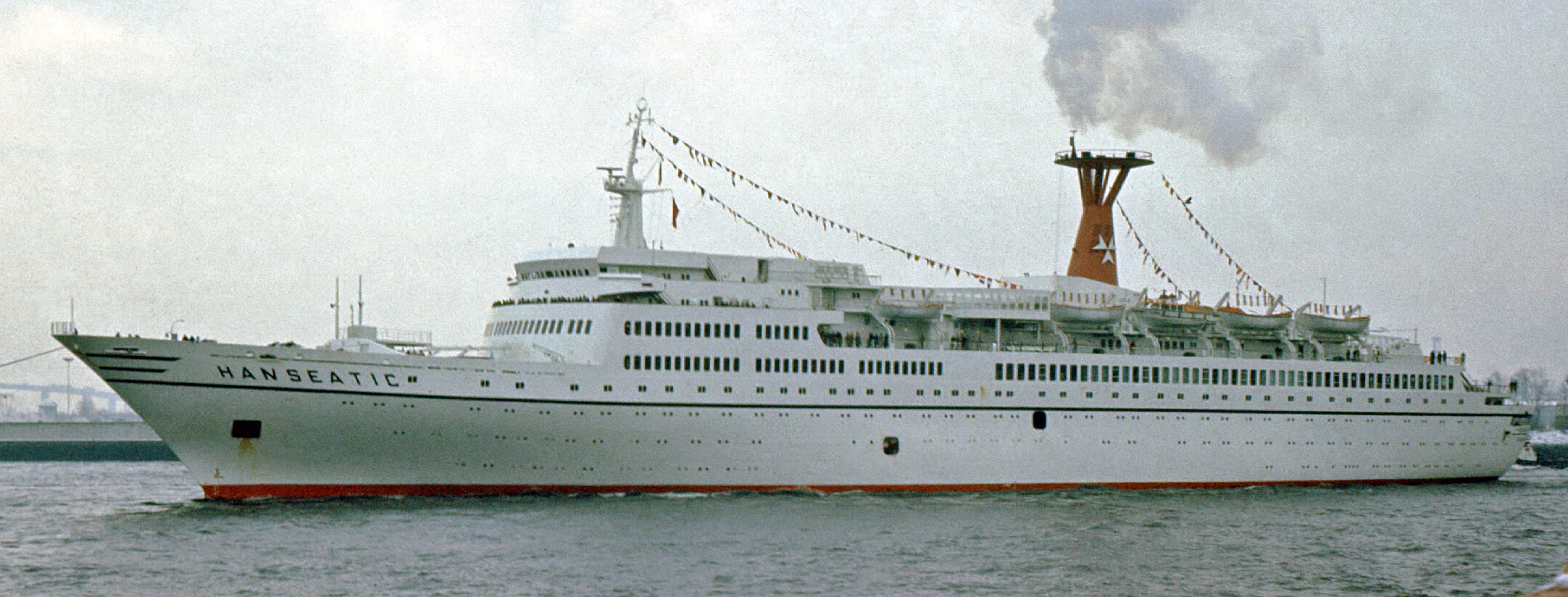
Als Hanseatic in Hamburg – 1973

Nach dem Scheitern der Fusionsverhandlungen von der in Liquiditätsschwierigkeiten – enormer Kostendruck nach der Ölkrise 1973 – steckenden Reederei Deutsche Atlantic Linie mit der Hapag-Lloyd erhielt die Hamburg 1973 zum Verkauf den traditionsreicheren Namen Hanseatic. Noch während der Verkaufsverhandlungen mit der Hapag-Lloyd über 25 Millionen Euro erreichte ein höheres japanisches Angebot über 34 Millionen Euro die Hamburger Reederei.
Nach deren Insolvenz am 1. Dezember sollte die Hanseatic (die dritte dieses Namens) nach Japan verkauft werden, doch der unterschriftsreife Vertrag kam nicht zustande und so wurde sie für rund 31 Millionen Euro zur Deckung von Verbindlichkeiten in die USA abgegeben. Dahinter stand aber die sowjetische Staatsreederei, die das Schiff am 25. Januar 1974 unter dem Namen Maxim Gorkiy (zu Ehren des russischen Schriftstellers Maxim Gorki) an die Black Sea Shipping Co. übergab.
Ab 1988 war das Schiff für Phoenix Reisen unterwegs. Am Schornstein wurde das Logo der russischen Reederei entfernt und durch das Wappentier von Phoenix Reisen – den Albatros – ersetzt. Außerdem erhielt sie statt der bisherigen roten eine türkisfarbene „Bauchbinde“. Auch der rote Stern am Bug wurde türkis gefärbt. Die Maxim Gorkiy war zum Zeitpunkt ihrer Außerdienststellung das dienstälteste Passagierschiff, das in Deutschland gebaut wurde und unter deutscher Flagge gefahren ist.

## Bekanntheit

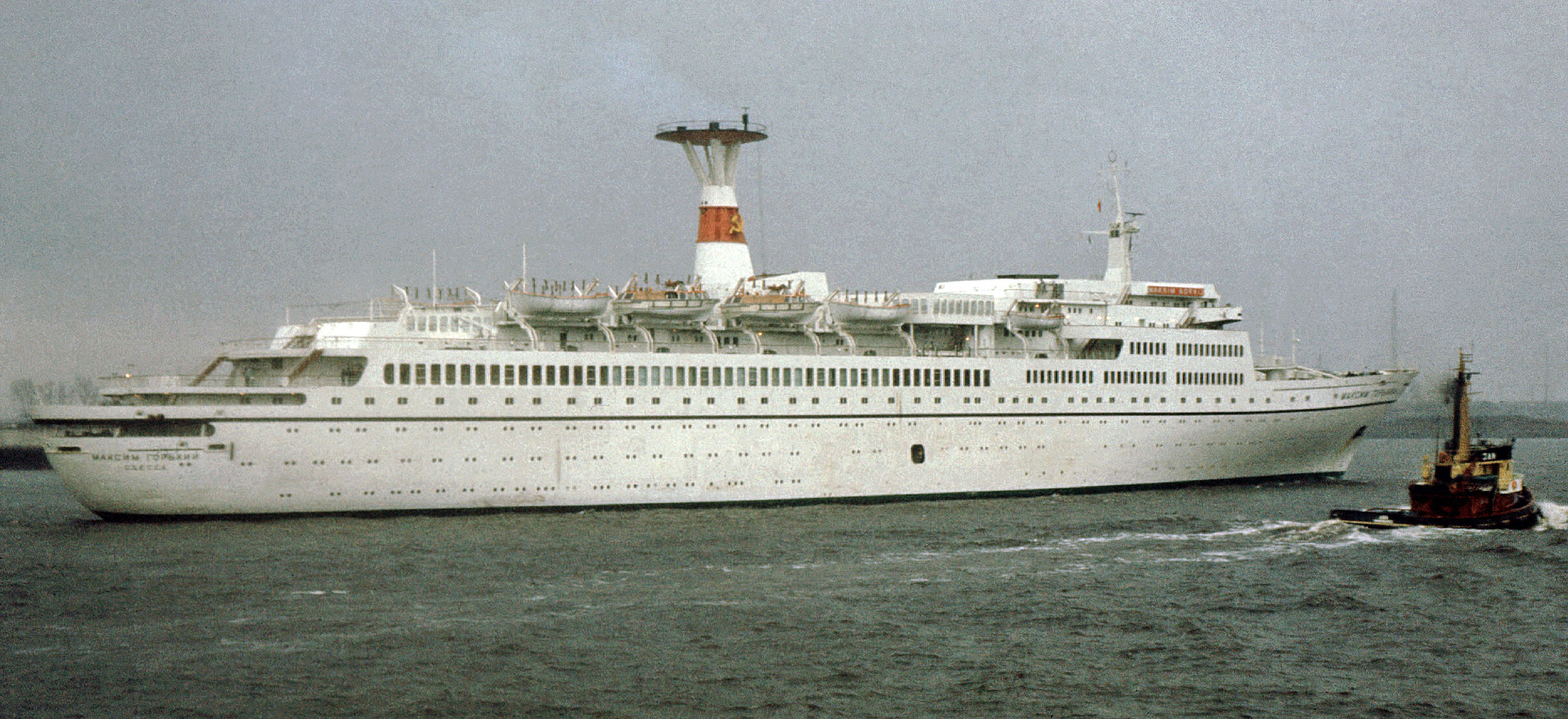
Die Maxim Gorkiy 1974 mit Hammer und Sichel

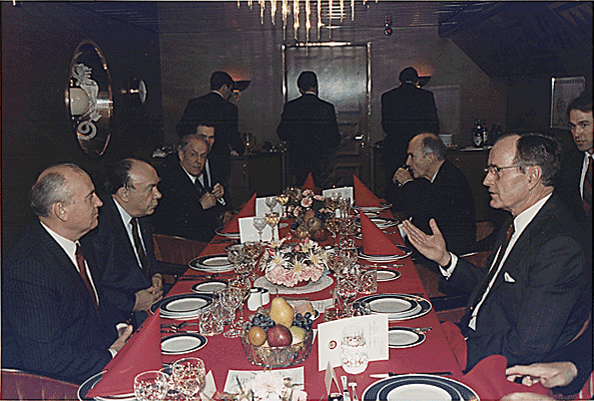
Das Gipfeltreffen 1989

1974 war sie Drehort des britischen Thrillers 18 Stunden bis zur Ewigkeit, in dem sie unter dem Film-Namen Britannic Schauplatz einer Erpressung war.
Historische Bedeutung erlangte das Schiff 1989 nach dem Fall der Berliner Mauer. Ein Gipfeltreffen des US-Präsidenten George H. W. Bush mit dem sowjetischen Staatschef Michail Sergejewitsch Gorbatschow fand zum Abschluss eines Abrüstungsabkommens im Dezember 1989 an Bord der Maxim Gorkiy in bewegter See vor der Mittelmeerinsel Malta statt.
Die Maxim Gorkiy wurde ebenfalls durch die Medien bekannt, als sie wenige Monate zuvor im Juni 1989 im Nordmeer vor Spitzbergen in ein Treibeisfeld fuhr und havarierte. Alle Passagiere konnten gerettet werden. Das Schiff drohte zu sinken und konnte nach einer notdürftigen Reparatur zwei Wochen später mit eigener Kraft die Lloyd Werft Bremerhaven anlaufen. Hier wurde sie während eines sechswöchigen Werftaufenthaltes umfassend überholt und seitdem ununterbrochen als Kreuzfahrtschiff eingesetzt.
Der spätere Serienmörder Anatolij Onoprijenko gehörte zur Besatzung des Schiffes.

## Außerdienststellung und Rettungsversuche

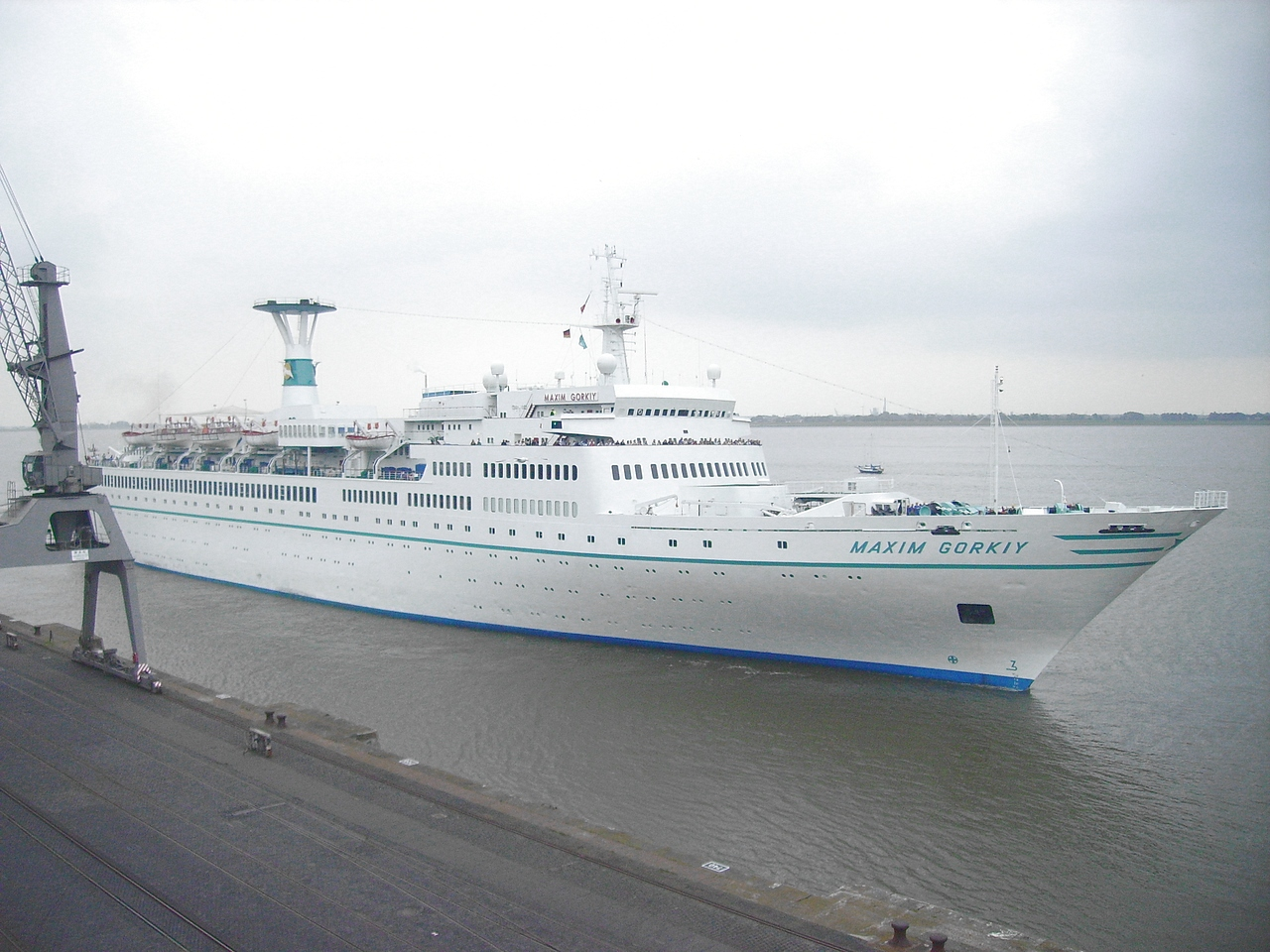
Die Maxim Gorkiy im Sommer 2008 in Bremerhaven, kurz vor ihrer Außerdienststellung

Nach Ende der Sommersaison zum 30. November 2008 wurde das Schiff außer Dienst gestellt. Grund hierfür waren vor allem die hohen Betriebskosten, die hauptsächlich auf den Dampfturbinenantrieb zurückzuführen sind. Am 14. September 2008 fuhr die Maxim Gorkiy auf ihrer Reise von Danzig nach Bremerhaven letztmals unter diesem Namen durch den Nord-Ostsee-Kanal.
Anfang des Jahres 2009 wurde bekannt, dass die Reederei das Schiff für umgerechnet 4,2 Mio. US-Dollar an ein indisches Verwertungsunternehmen zum Abwracken nach Alang verkauft hat. Am Abend des 28. Januar 2009 verließ sie unter dem Überführungsnamen Maxim M den Hafen von Piräus und erreichte Alang am 15. Februar 2009.
Um die Verschrottung zu verhindern und das Schiff für die Hansestadt Hamburg als technisches Kulturdenkmal zu erhalten, engagierte sich eine Interessengemeinschaft mit Unterstützung des Bürgerschaftsabgeordneten Hans Lafrenz für den Kauf des Schiffes, das dann zum Hotel- und Museumsschiff umgebaut werden sollte. Eine der wesentlichen Voraussetzungen für den Erhalt des Schiffes war, dass die Stadt Hamburg einen attraktiven mietfreien Liegeplatz zur Verfügung stellt. Durch die vom Senat gestellten Forderungen und Sicherheitsleistungen in Verbindung mit einem weniger günstigen Liegeplatz sprangen die vorhandenen Investoren ab. Das Schiff befand sich mittlerweile auf der Fahrt nach Alang, so dass neue Geldgeber oder andere Rettungsmöglichkeiten in der knappen Zeit nicht mehr umzusetzen waren.

## Verschrottung
Am Morgen des 25. Februar 2009 wurde das Schiff bei Alang (Indien) auf den Strand gesetzt, wo es ausgeschlachtet und verschrottet wurde. Knapp ein Jahr später, Ende Januar 2010 waren die letzten Reste des Schiffes abgetragen.